# El carrer de les Camèlies
El carrer de les Camèlies és una novel·la de Mercè Rodoreda guardonada amb el Premi Sant Jordi de 1966 i publicada el mateix any, quatre anys després de l'èxit que va suposar per a l'autora La plaça del Diamant.

## Argument
El carrer de les Camèlies és una novel·la iniciàtica, de construcció de personatge. Narra la vida de Cecília des de la infantesa fins a la maduresa. Cecília, una nena abandonada, és criada per uns pares adoptius que l'acullen a casa seva quan la troben al carrer. Aquest abandonament fa que la nena se senti estranya, perduda i marginada enmig de la família que l'acull i recerqui contínuament el seu lloc al món. Basarà la seva recerca en les relacions amoroses i sexuals i els homes que anirà coneixent. Es mourà, sobretot, en ambients marginals de misèria i prostitució. Un viatge per la vida a través de contínues relacions intenses, doloroses i cruels que li permetran, al final i després de molts sofriments, esdevenir una dona completa, madura i independent.
La novel·la tracta bàsicament el procés angoixant que viu la protagonista, plena de soledat i tristesa, fins a assolir la maduresa emocional que li permet sobreviure en el món i deixar de ser dependent dels altres, bàsicament dels homes. La protagonista, però, necessita tastar i assolir la desesperació, crueltat i dependència màxima per poder reaccionar al món i començar a decidir sobre la seva pròpia vida.

## Estil
La novel·la està escrita en primera persona per un narrador que, al seu torn, és la protagonista. Això significa que, a vegades, el narrador no ho sap tot perquè no coneix el pensament dels altres i fa que el lector se senti molt identificat amb la protagonista i el seu sofriment perquè ens explica personalment la seva impressió de la realitat sense cap interferència externa que la delimiti. Aquesta impressió de vida explicada (escriptura parlada) guanya proximitat i versemblança gràcies a l'estil col·loquial que utilitza sempre Rodoreda en aquest tipus de novel·les.

## Premis i reconeixements
L'obra va rebre el Premi Sant Jordi, el Premi de la Crítica i el Premi Ramon Llull.